# María Paz Ríos
María Paz Ríos Lama (* 13. Oktober 1989) ist eine chilenische Leichtathletin, die sich auf den Speerwurf spezialisiert hat und in dieser Disziplin aktuell Inhaberin des Landesrekordes ist.

## Sportliche Laufbahn
Erste internationale Erfahrungen sammelte María Paz Ríos 2006 bei den Jugendsüdamerikameisterschaften in Caracas, bei denen sie mit einer Weite von 39,39 m den fünften Platz belegte. Im Jahr darauf gewann sie bei den Juniorensüdamerikameisterschaften in São Paulo mit einem Wurf auf 45,06 m die Bronzemedaille und wurde anschließend bei den Panamerikanischen Juniorenmeisterschaften ebendort mit einem Wurf auf 43,00 m Vierte. 2008 nahm sie an den Juniorenweltmeisterschaften in Bydgoszcz teil, schied dort aber mit 44,89 m bereits in der Qualifikation aus, gewann daraufhin aber mit 48,58 m die Silbermedaille bei den U23-Südamerikameisterschaften in Lima hinter der Kolumbianerin Diana Rivas. 2010 erreichte sie bei den U23-Südamerikameisterschaften in Medellín, die zugleich die Südamerikaspiele darstellten, mit 44,11 m Rang fünf und im Jahr darauf wurde sie bei den Südamerikameisterschaften in Buenos Aires mit 46,34 m Neunte. 2013 klassierte sie sich bei der Sommer-Universiade in Kasan mit 52,06 m auf dem fünften Platz und im Jahr darauf belegte sie bei den Südamerikaspielen in Santiago de Chile mit 51,64 m den sechsten Platz. 2015 gewann sie bei den Südamerikameisterschaften in Lima mit 51,12 m die Bronzemedaille hinter der Brasilianerin Jucilene de Lima und Flor Ruíz aus Kolumbien. Anschließend nahm sie erneut an den Studentenweltspielen in Gwangju teil, schied diesmal aber mit 51,10 m in der Qualifikation aus.
2016 belegte sie bei den Ibero-Amerikanischen Meisterschaften in Rio de Janeiro mit 53,07 m Rang fünf und bei den Leichtathletik-Südamerikameisterschaften 2017 in Luque wurde sie mit 50,22 m Sechste. 2018 nahm sie bereits zum dritten Mal an den Südamerikaspielen in Cochabamba teil und erreichte dort mit einer Weite von 53,32 m Rang vier. Im Jahr darauf klassierte sie sich bei den Südamerikameisterschaften in Lima mit 49,16 m auf dem fünften Platz und bei den Panamerikanischen Spielen ebendort wurde sie mit 53,66 m Zehnte. 2021 erreichte sie bei den Südamerikameisterschaften in Guayaquil mit 49,78 m Rang sechs. 2023 belegte sie bei den Südamerikameisterschaften in São Paulo mit 52,65 m den siebten Platz und gelangte dann bei den Panamerikanischen Spielen in Santiago de Chile mit 48,43 m Elfte.
In den Jahren 2006, 2009 und 2010, 2012 sowie 2019, 2021 und 2023 wurde Ríos chilenische Meisterin im Speerwurf.